# Gmina Årjäng
Gmina Årjäng (szw. Årjängs kommun) – gmina w Szwecji, w regionie Värmland, z siedzibą w Årjäng.
Pod względem zaludnienia Årjäng jest 222. gminą w Szwecji. Zamieszkuje ją 9799 osób, z czego 49,33% to kobiety (4834) i 50,67% to mężczyźni (4965). W gminie zameldowanych jest 1187 cudzoziemców. Na każdy kilometr kwadratowy przypada 6,92 mieszkańca. Pod względem wielkości gmina zajmuje 68. miejsce.